# 霍羅波

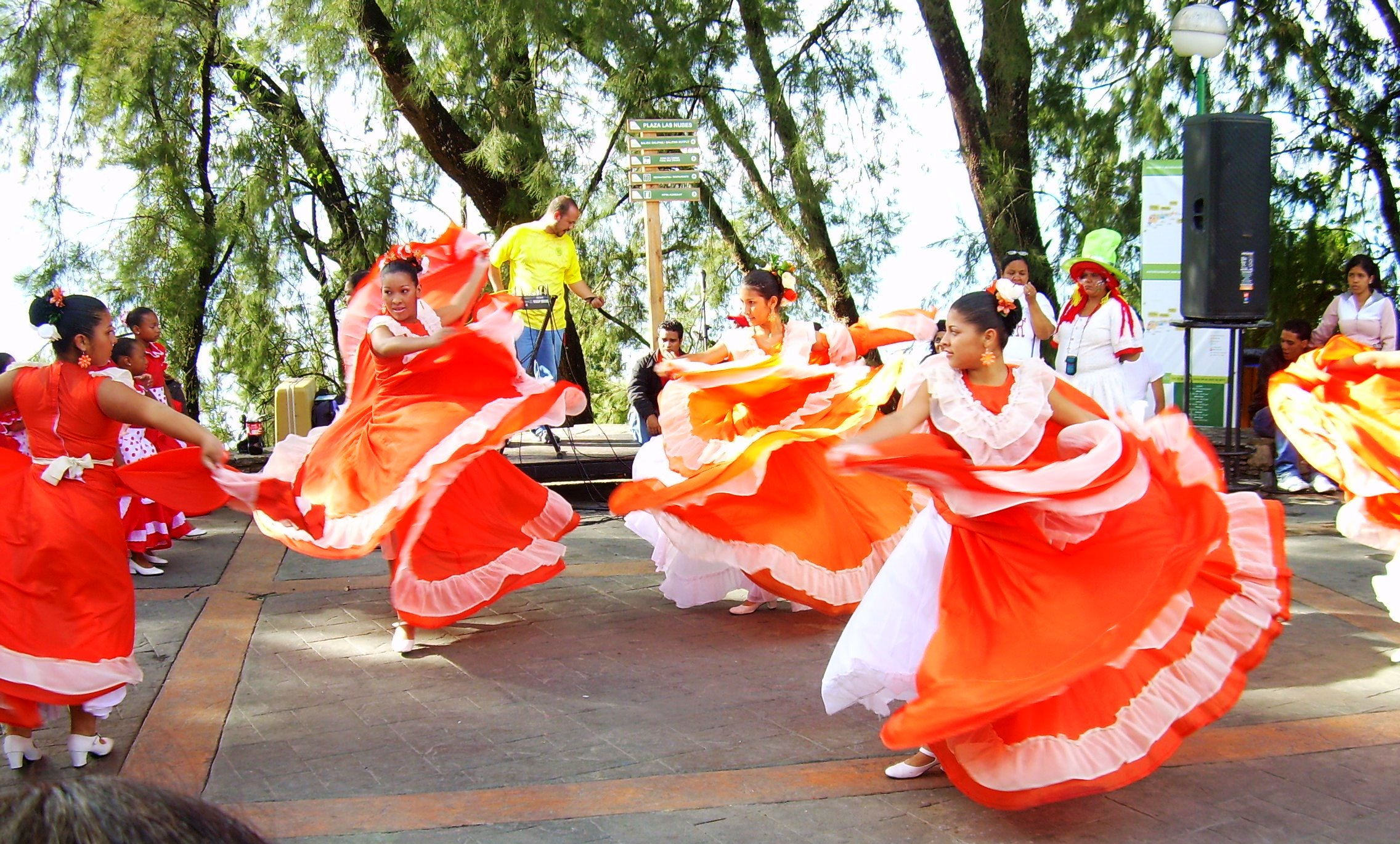
霍羅波舞蹈

霍羅波（西班牙語：Joropo）是一种音樂風格，並伴有舞蹈。霍羅波起源於委內瑞拉，受到非洲、南美洲原住民和歐洲的影響。1882年成為委內瑞拉的民族舞蹈和音樂。以該風格創作的著名歌曲《平原之魂》被視為是委內瑞拉的非官方國歌。